# Endless (The McClymonts)
Endless è il quinto album del girl group australiano The McClymonts, pubblicato il 13 gennaio 2017.

## Tracce
1. Like We Used To – 3:21
2. House – 3:22
3. Nothing Good Comes Easy – 3:46
4. Endless – 3:48
5. Chain Smoker – 3:46
6. Let You Down – 3:05
7. When We Say It's Forever – 3:44
8. Unsaveable – 4:21
9. Judge You – 3:35
10. Don't Wish It All Away – 3:57
11. Bad for Us – 3:11

## Classifiche
| Classifica (2017) | Posizione massima |
| ----------------- | ----------------- |
| Australia         | 3                 |